# High Wycombe (stacja kolejowa)
High Wycombe (ang. High Wycombe railway station) – stacja kolejowa w miejscowości High Wycombe, w hrabstwie Buckinghamshire, w Anglii. Stacja znajduje się na Chiltern Main Line pomiędzy stacjami Beaconsfield i Saunderton. Jest obsługiwana przez Chiltern Railways. Obsługuje ok. 1 623 586 pasażerów rocznie (dane za rok 2021/2022).

## Linie kolejowe
- Chiltern Main Line